# Genitorialità

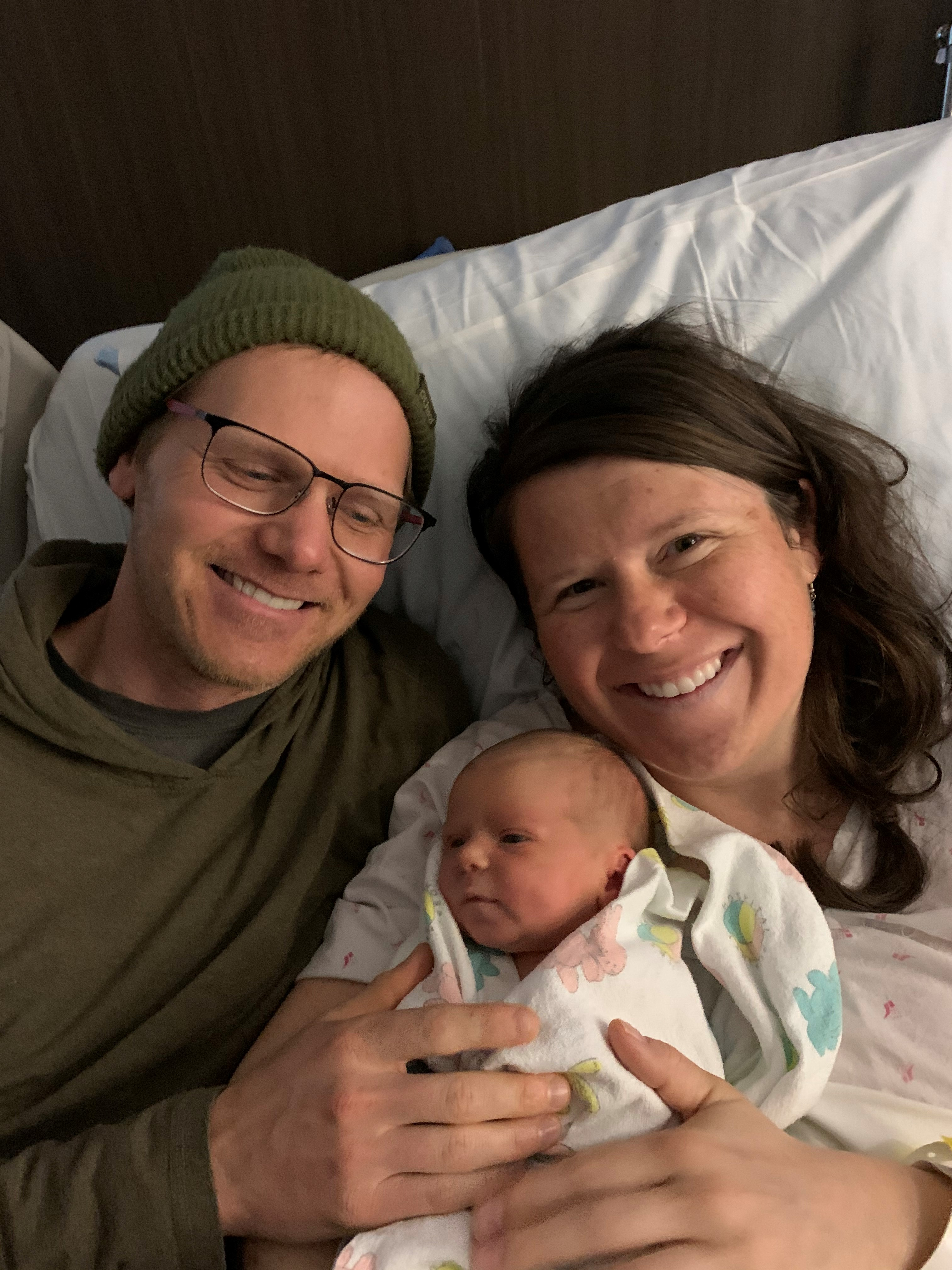
Due genitori con il loro bambino

La genitorialità è il processo di promozione e sostegno dello sviluppo fisico, emotivo, sociale e intellettuale di un bambino dall'infanzia all'età adulta. Il concetto di genitorialità si riferisce alla complessità del processo di crescere un bambino, e non esclusivamente alla relazione biologica.
Il soggetto più comune impegnato nella genitorialità è il genitore biologico del bambino, anche se altri possono essere un fratello maggiore, un nonno, un tutore legale, uno zio, un altro membro della famiglia, o un amico di famiglia. Anche i governi e la società possono avere un ruolo nell'educazione dei figli; in molti casi, i bambini orfani o abbandonati ricevono cure parentali da non consanguinei. Altri possono essere adottati, cresciuti in affidamento o collocati in un orfanotrofio.
Gli stili genitoriali variano a seconda del periodo storico, della razza / etnia, della classe sociale e di altre caratteristiche sociali. Inoltre, la ricerca ha sostenuto che la storia genitoriale, sia in termini di attaccamento di qualità variabile, che di psicopatologia genitoriale, in particolare sulla scia di esperienze avverse, può influenzare fortemente la sensibilità dei genitori e gli esiti sul bambino.

## Stili genitoriali
La classe sociale, la ricchezza, la cultura e il reddito hanno un impatto molto forte su quali metodi i genitori adottano per l'educazione dei bambini. Soprattutto, i valori culturali giocano un ruolo importante nel modo in cui un genitore alleva il proprio figlio. Tuttavia, la genitorialità è in continua evoluzione, parallelamente alle variazioni dei tempi, delle pratiche culturali, delle norme sociali e delle tradizioni.
In psicologia, la teoria dell'investimento parentale suggerisce che le differenze di base tra maschi e femmine negli investimenti parentali hanno un grande significato adattativo e portano a differenze di genere nelle propensioni e nelle preferenze di accoppiamento.
Lo stile genitoriale è indicativo del clima emotivo generale nella casa. La psicologa dello sviluppo Diana Baumrind ha identificato tre principali stili genitoriali nello sviluppo infantile precoce: autorevole, autoritario, e permissivo.. Questi stili genitoriali sono stati in seguito espansi a quattro, per includere lo stile non-coinvolto. Da un lato, questi quattro stili implicano combinazioni di accettazione e reattività e, d'altro canto, implicano domanda e controllo. La ricerca ha rilevato che lo stile genitoriale è significativamente correlato alla successiva salute mentale e al benessere del bambino. In particolare, la genitorialità autorevole è correlata positivamente alla salute mentale e alla soddisfazione con la vita e la genitorialità autoritaria è negativamente correlata a queste variabili.

### Stile autorevole
Descritto da Baumrind come lo stile "giusto", combina una richiesta di livello medio al bambino e una reattività di livello medio da parte dei genitori. I genitori autorevoli si basano su rinforzi positivi e sull'uso raro della punizione. I genitori sono consapevoli dei sentimenti e delle capacità del bambino e sostengono lo sviluppo dell'autonomia del bambino entro limiti ragionevoli. Vi è un'atmosfera di dare-e-avere nella comunicazione genitore-figlio e sia il controllo che il supporto sono bilanciati. La ricerca mostra che questo stile è più utile dello stile autoritario troppo duro o dello stile troppo permissivo.

### Stile autoritario
I genitori autoritari sono molto rigidi e severi. Le richieste rivolte al bambino sono elevate, ma c'è poca reattività nei loro confronti. I genitori che praticano la genitorialità in stile autoritario hanno un insieme non negoziabile di regole e aspettative che sono rigorosamente applicate e richiedono una rigida obbedienza. Quando le regole non vengono seguite, la punizione viene spesso usata per promuovere l'obbedienza futura. Di solito non c'è spiegazione della punizione tranne il fatto che il bambino è nei guai per aver violato una regola. Questo stile genitoriale è fortemente associato alla punizione corporale, come la sculacciata, e "Perché ho detto così" è una tipica risposta alla richiesta di spiegazioni del bambino. Nel 1983 Diana Baumrind scoprì che i bambini cresciuti in una casa in stile autoritario erano meno allegri, più lunatici e più vulnerabili allo stress. In molti casi questi bambini hanno anche dimostrato ostilità passiva.

### Stile permissivo
La genitorialità permissiva o indulgente è più popolare nella classe media che nelle famiglie della classe operaia. In questi contesti, la libertà e l'autonomia di un bambino sono molto apprezzate e i genitori tendono a fare affidamento soprattutto sul ragionamento e sulla spiegazione. I genitori sono poco esigenti, quindi in questo stile di genitorialità tende ad esserci poca o nessuna punizione o regole esplicite. Questi genitori dicono che i loro figli sono liberi da vincoli esterni e tendono ad essere molto sensibili a ciò che il bambino vuole in quel momento. I figli di genitori permissivi sono generalmente felici, ma a volte mostrano bassi livelli di autocontrollo e fiducia in se stessi. Come ha spiegato l'economista Fabrizio Zilibotti, massimo esperto di approccio economico al parenting, all'intellettuale Gabriele Catania, in molti paesi scandinavi domina lo stile permissivo, antitetico a quello autorevole statunitense, e secondo molti "sarebbe auspicabile tornare al free-range parenting, riducendo la pressione sui figli, dandogli più spazio e indipendenza".

### Stile non-coinvolto
Uno stile genitoriale non-coinvolto, o negligente, è quando i genitori sono spesso emotivamente o fisicamente assenti. Hanno poca o nessuna aspettativa dal bambino e non hanno regolarmente comunicazione. Non rispondono ai bisogni di un bambino e non hanno aspettative comportamentali minime. Se presenti, possono fornire ciò di cui il bambino ha bisogno per sopravvivere con un impegno minimo o nullo. C'è spesso un ampio divario tra genitori e figli con questo stile genitoriale. I bambini con poca o nessuna comunicazione con i propri genitori tendono a essere vittime di altri bambini e possono essi stessi mostrare comportamenti devianti. I figli di genitori non coinvolti soffrono di scarsa competenza sociale, scarso rendimento scolastico, scarso sviluppo psicosociale e comportamento problematico.
Non esiste un singolo modello definitivo di genitorialità. Con genitori autoritari e permissivi su lati opposti dello spettro, la maggior parte dei modelli convenzionali e moderni di genitorialità cade da qualche parte nel mezzo. Le strategie genitoriali, così come i comportamenti e gli ideali di ciò che i genitori si aspettano, (comunicati verbalmente e / o non verbalmente) possono anche giocare un ruolo significativo nello sviluppo di un bambino.

## Pratiche
Una pratica genitoriale è un comportamento specifico che un genitore usa nell'allevare un figlio. Ad esempio, una pratica comune dei genitori intesa a promuovere il successo accademico è la lettura di libri per il bambino. Il racconto di storie è un'importante pratica genitoriale per i bambini in molte culture.
Le pratiche genitoriali riflettono la comprensione culturale dei bambini. I genitori in paesi individualisti, come ad esempio la Germania, passano più tempo a interagire faccia a faccia con i bambini e più tempo a parlare con il bambino del bambino stesso. I genitori in culture più collettiviste, come le culture dell'Africa occidentale, passano più tempo a parlare con il bambino di altre persone, e più tempo con il bambino guardando altrove, in modo che il bambino veda ciò che vede la madre. I bambini sviluppano abilità a ritmi diversi a causa delle differenze in queste pratiche genitoriali basate sulla cultura. I bambini nelle culture individualistiche imparano ad agire in modo indipendente e a riconoscersi in una prova allo specchio in età più giovane rispetto ai bambini le cui culture promuovono valori comuni. Tuttavia, questi bambini indipendenti imparano l'autoregolamentazione e la cooperazione più tardi dei bambini nelle culture comunitarie. In pratica, questo significa che un bambino in una cultura individualista giocherà volentieri da solo, mentre un bambino in una cultura comunitaria è più propenso a seguire le istruzioni dei genitori per giocare. I bambini che crescono in comunità con un orientamento collaborativo all'interazione sociale, come alcune comunità indigene americane, sono anche in grado di autoregolarsi e diventare molto sicuri di sé, pur rimanendo coinvolti nella comunità.
Esistono anche importanti differenze di genere nell'impegno genitoriale in alcune culture. In Kenya, molti genitori maschi non sono incoraggiati a essere coinvolti nella vita dei loro figli fino a quando non hanno circa 12 anni.

### Abilità
Le abilità genitoriali sono le forze guida di un "buon genitore" per trasformare un bambino in un adulto sano, influenzare lo sviluppo, il mantenimento e la cessazione dei comportamenti positivi e negativi dei bambini. La genitorialità richiede molta abilità e pazienza ed è un lavoro e una crescita costante. Il potenziale cognitivo, le abilità sociali e il funzionamento comportamentale che un bambino acquisisce durante i primi anni dipendono fondamentalmente dalla qualità delle loro interazioni con i genitori.
Il "Consiglio Canadese sull'Apprendimento" afferma che i bambini ne beneficiano di più (evitando i risultati negativi dello sviluppo) quando i genitori:
1. Comunicano con sincerità su eventi o discussioni che sono accaduti, perché l'autenticità dei genitori che spiegano e aiutano i loro figli a capire cosa è successo e come sono stati coinvolti, senza dare regole definitive, creerà un'attitudine realistica nella psiche crescente dei bambini;
2. Rimangono coerenti, poiché i bambini hanno bisogno di una struttura: i genitori che istituiscono una routine regolare vedono benefici nel modello comportamentale dei loro figli;
3. Utilizzano le risorse a loro disposizione, coinvolgendo la comunità e costruendo una rete sociale di supporto;
4. Prendono maggiore interesse nei bisogni educativi e di sviluppo precoce del bambino (ad es. Un gioco che accresce la socializzazione, l'autonomia, la coesione, la calma e la fiducia); e
5. Mantengono una comunicazione aperta e rimangono informati su ciò che il loro bambino sta vedendo, imparando e facendo e come sta interessando loro.

Le abilità genitoriali sono spesso ritenute ovvie o naturalmente presenti nei genitori. Ma coloro che provengono da un ambiente negativo o vulnerabile potrebbero tendere a trasmettere ciò che hanno sofferto alle loro famiglie, oppressi dalle proprie esperienze. Coloro che hanno credenze inesatte o una scarsa comprensione delle pietre miliari dello sviluppo, si impegnano solo nel modo che conoscono, il che può risultare in una genitorialità problematica. Le pratiche di genitorialità sono particolarmente a rischio durante le transizioni coniugali come separazione, divorzio e nuove nozze, e se i bambini non si adeguano a questi cambiamenti, corrono il rischio di esiti negativi, ad esempio un comportamento di violazione maggiore, problemi con le relazioni tra pari e aumento delle difficoltà emotive. Urie Bronfenbrenner ha affermato su questo argomento che "Ogni bambino ha bisogno di un adulto che è pazzo di [loro].". Virginia Satir ha sottolineato queste opinioni affermando "Genitorialità... il lavoro più complicato del mondo.".
La ricerca classifica le competenze e le abilità richieste nella genitorialità come segue:
- Abilità relazionali genitori-figli: tempo trascorso in termini di qualità, comunicazioni positive e affetto.
- Incoraggiare un comportamento desiderabile: elogio e incoraggiamento, attenzione non verbale, facilitare le attività coinvolgenti.
- Capacità e comportamenti di insegnamento: essere un buon esempio, insegnamento incidentale, comunicazione benevola dell'abilità con giochi di ruolo e altri metodi, comunicazione di incentivi logici e conseguenze.
- Gestione del comportamento scorretto: stabilire regole di base assertive / impostazione dei limiti, discutere direttamente, fornire istruzioni chiare e calme, comunicare e applicare le conseguenze appropriate per il comportamento problematico, utilizzando mezzi restrittivi come il tempo di tranquillità con atteggiamento autorevole e non autoritario.
- Anticipazione e pianificazione: pianificazione e preparazione per preparare il bambino alle sfide, scoprire attività di sviluppo coinvolgenti e adeguate all'età, istituire la token economy per la pratica dell'autogestione con l'orientamento, tenere discussioni di follow-up, identificare possibili traiettorie di sviluppo negative.
- Capacità di autoregolazione: comportamenti di monitoraggio (propri e dei bambini)[29], definizione di obiettivi appropriati per lo sviluppo, valutazione dei punti di forza e di debolezza e definizione di attività pratiche per il miglioramento delle competenze, monitoraggio e prevenzione dell'internalizzazione e dell'esternalizzazione dei comportamenti, definizione degli obiettivi personali per un cambiamento positivo.
- Abilità di gestione degli umori e capacità di coping: rimodellamento e scoraggiamento di pensieri inutili (diversivi, orientamento e mindfulness), stress e gestione della tensione (per se stessi e in casa), sviluppo di coping personali e piani per situazioni ad alto rischio, sviluppo del rispetto reciproco e considerazione tra membri della famiglia, coinvolgimento positivo: impegnarsi in sostegno e attività / rituali collaborativi orientati alla forza per migliorare le relazioni interpersonali.
- Capacità di supporto dei partner: migliorare la comunicazione personale, dare e ricevere feedback e supporto costruttivi, evitando stili di interazione familiare negativi, supportando e trovando speranza nei problemi di adattamento, collaborazione o guida / risoluzione dei problemi, promuovendo la felicità e la cordialità della relazione.

La coerenza è considerata la "spina dorsale" delle capacità genitoriali positive e l'"iperprotezione" come debolezza.

### Valori culturali

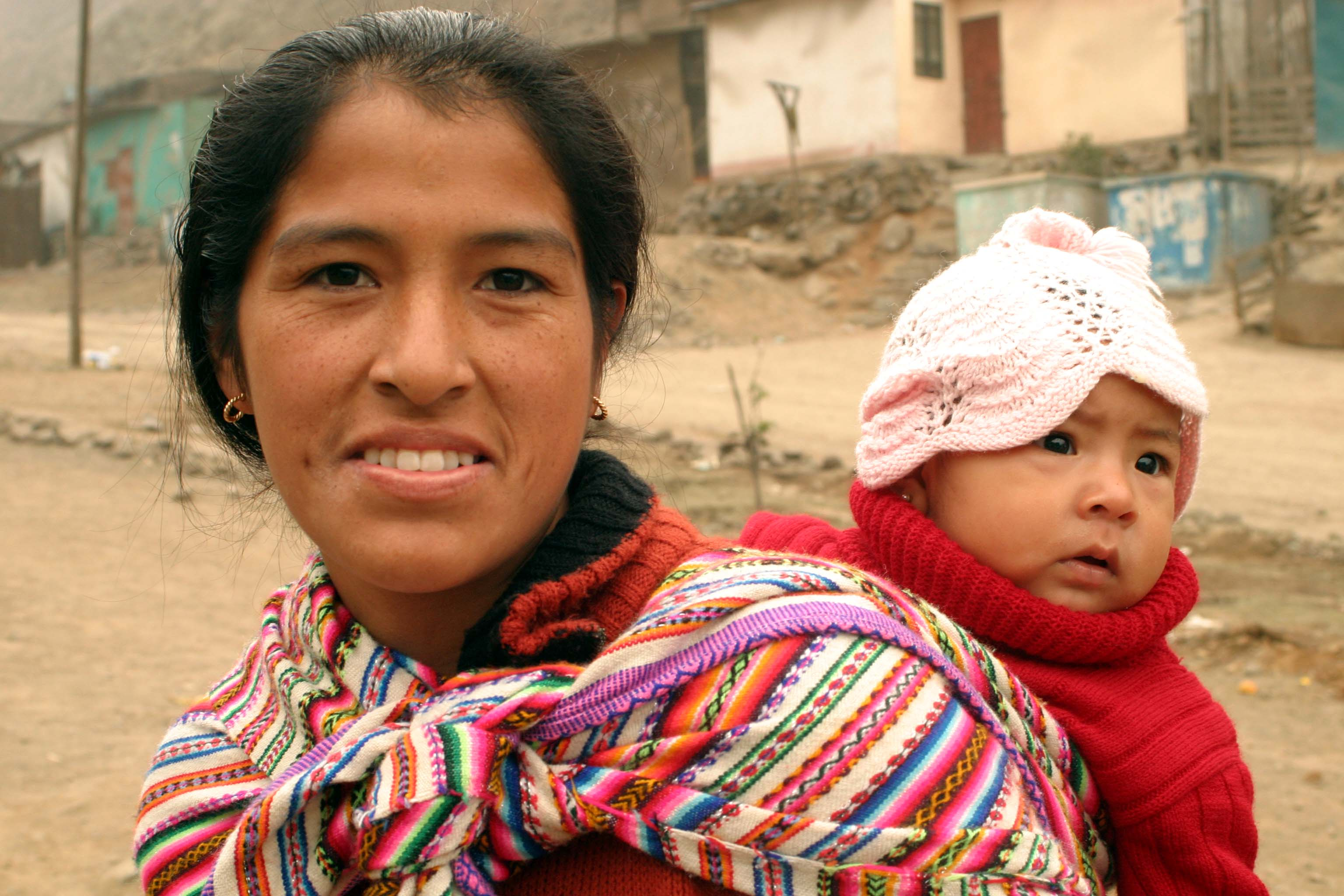
Bambino sulla schiena a Lima, Peru

I genitori di tutto il mondo vogliono ciò che credono sia meglio per i loro figli. Tuttavia, i genitori di culture diverse hanno idee diverse su ciò che è meglio. Ad esempio, i genitori in una società di cacciatori-raccoglitori o che pratica l'agricoltura di sussistenza sono suscettibili di promuovere abilità pratiche di sopravvivenza fin dalla giovane età. Molte di queste culture iniziano a insegnare ai bambini a usare strumenti affilati, inclusi i coltelli, prima dei loro primi compleanni. Ciò si riscontra nelle comunità in cui i minori godono di una considerevole autonomia in età più giovane e hanno l'opportunità di diventare esperti in compiti che a volte sono classificati come lavori per adulti da altre culture. In alcune comunità indigene americane, il lavoro infantile offre ai bambini l'opportunità di apprendere valori culturali di partecipazione collaborativa e comportamento prosociale attraverso l'osservazione e la partecipazione accanto agli adulti. Queste comunità apprezzano il rispetto, la partecipazione nella comunità e la non interferenza. La pratica della non interferenza è un valore importante nella cultura Cherokee. Richiede che rispetti l'autonomia degli altri nella comunità non interferendo nel loro processo decisionale dando consigli non richiesti. I genitori indigeni americani spesso cercano di incoraggiare la curiosità nei loro figli. Molti usano uno stile genitoriale permissivo che consente al bambino di esplorare e apprendere attraverso l'osservazione del mondo che lo circonda.
Le differenze nei valori fanno sì che i genitori interpretino azioni diverse in modi diversi. In alcune culture, fare domande è visto da molti genitori europei-americani come un segno che il bambino è intelligente. I genitori italiani valutano le abilità sociali ed emotive e l'avere un temperamento equo. Apprezzano anche la competenza sociale ed emotiva e credono che fare domande sia un segnale che il bambino ha buone capacità interpersonali. Viceversa, i genitori olandesi apprezzano l'indipendenza, i lunghi tempi di attenzione e gli orari prevedibili, quindi considerano le domande in modo negativo e come segno che il bambino non è indipendente.
I valori che le culture apprezzano possono essere più ampi di un argomento specifico, come fare domande. I genitori americani apprezzano fortemente le capacità intellettuali, specialmente in un senso ristretto di "apprendimento dal libro". I genitori ispanici, d'altro canto, apprezzano il rispetto come obiettivo comportamentale. Insieme a questo, credono nell'idea di mettere la famiglia al di sopra dell'individuo, e sottolineano i valori della chiesa cattolica. Il popolo kipsigis del Kenya apprezza i bambini che non sono solo intelligenti, ma che impiegano quell'intelligenza in modo responsabile e utile, concetto per il quale usano una parola specifica, ng/om. Altre culture, come la Svezia e la Spagna, apprezzano valori più personali come essere socievoli, avere sicurezza e felicità. I genitori in Asia orientale provengono da una cultura che valorizza la cultura e il governo all'interno delle famiglie; questo è chiamato guan [gw-an]. Credono che una buona genitorialità provenga dall'ordine all'interno di una famiglia. Anche grazie a questo valore, il concetto di "controllo psicologico" è più comune in quest'area che altrove.

### Strumenti culturali
Le differenze valoriali possono anche indurre i genitori a impiegare strumenti diversi per promuovere i loro valori. Molti genitori europei americani si aspettano che i giocattoli educativi appositamente acquistati migliorino l'intelligenza dei loro figli. Alcuni genitori spagnoli promuovono abilità sociali portando i loro bambini a fare passeggiate quotidiane nel vicinato.
I giochi possono essere utilizzati fuori dalla scuola per rafforzare le idee apprese a scuola come guardare una mappa e giocare a giochi di geografia, scaricare software di gioco educativo per un computer a casa per imparare a leggere, scrivere, scienza e matematica. Giochi come Wii Fit sono stati persino usati per aiutare i pazienti che ricevono una riabilitazione per un intervento chirurgico al ginocchio. Permettere ai bambini di giocare ai videogiochi può aiutare il loro apprendimento perché attraverso i videogiochi i bambini imparano memoria, coordinazione occhio-mano mano-occhio e acutezza visiva. Piaget credeva nell '"importanza del gioco nell'apprendimento" questo apprendimento può essere fatto sia a casa che a scuola.
Alcuni buoni strumenti educativi nelle scuole oggi includono giochi online come Kahoot! o BINGO, app per la lingua come Duolingo, app di matematica come Sushi Monster, uso di giochi di carte per fare addizione, sottrazione, moltiplicazione. Alcune scuole usano persino Minecraft per imparare ad aggiustare le cose. I giochi educativi hanno dimostrato di avere un effetto positivo sugli studenti. L'apprendimento migliorato nei giochi educativi include ma non è limitato a: miglioramento della coordinazione occhio-mano, capacità di memoria e acutezza visiva. I giochi educativi sono legati alla tecnologia e molti dei giochi sopra elencati richiedono un dispositivo per scaricare l'app o il software del computer. Alcuni giochi richiedono solo l'accesso a internet per essere riprodotti. Questo apprendimento attraverso il gioco è un ottimo modo per mantenere gli studenti impegnati e divertirsi mentre imparano fatti di matematica o lavorano in altre materie.
Inoltre, un recente studio nel Regno Unito ha effettuato un esperimento per ricercare se esiste una correlazione tra l'uso di dispositivi touch screen e lo sviluppo del cervello nei bambini di età compresa tra 6 mesi e 36 mesi. Nello studio è stato scoperto che l'atto di scorrere su schermi aiuta con abilità motorie fini come l'impilamento di blocchi. Altre abilità, come le abilità motorie generali o categorie linguistiche, hanno avuto un effetto molto meno significativo.

## Nell'arco della vita

### Pre-gravidanza
La pianificazione familiare è la decisione su se e quando diventare genitori, e comprende pianificazione, preparazione e reperimento di risorse. I futuri genitori possono valutare (tra le altre cose) se hanno accesso a risorse finanziarie sufficienti, se la loro situazione familiare è stabile e se vogliono assumersi la responsabilità di crescere un figlio. In tutto il mondo, circa il 40% delle gravidanze non sono programmate e oltre 30 milioni di bambini nascono ogni anno a seguito di gravidanze non programmate.
La cura della salute riproduttiva e del preconcepimento influenzano la gravidanza, il successo riproduttivo e la salute fisica e mentale della madre e del bambino. Una donna sottopeso, a causa di povertà, disturbi alimentari o malattia, ha meno probabilità di avere una gravidanza sana e di dare alla luce un bambino sano rispetto a una donna sana. Allo stesso modo, una donna obesa ha maggiori rischi di difficoltà, incluso il diabete gestazionale. Altri problemi di salute, come le infezioni e l'anemia da carenza di ferro, possono essere rilevati e corretti prima del concepimento.

### Gravidanza e genitorialità prenatale

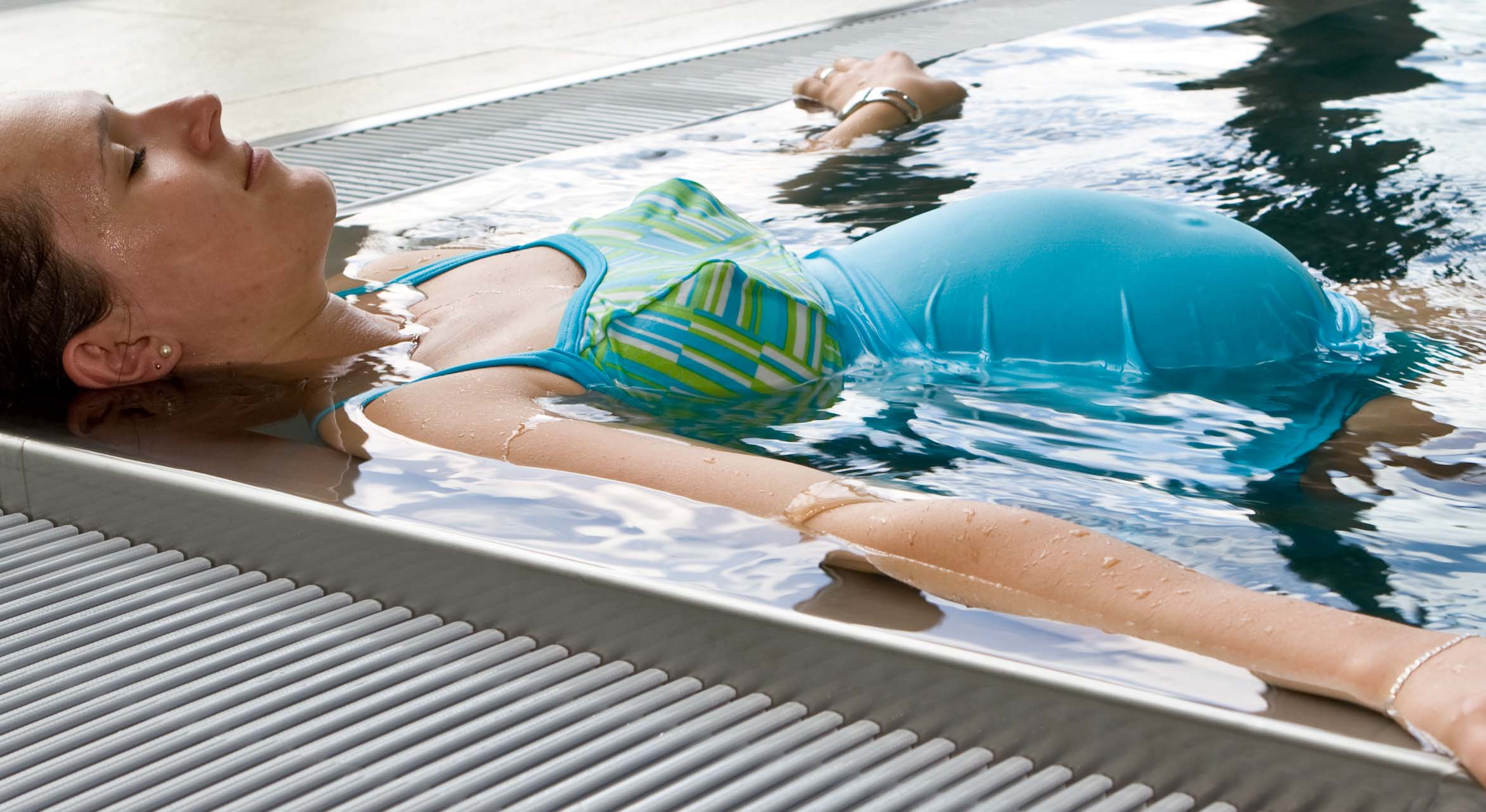
Le donne incinte e i loro nascituri traggono beneficio da un esercizio moderato, sonno sufficiente e nutrizione di alta qualità.

Durante la gravidanza, il nascituro è influenzato da molte decisioni prese dai genitori, in particolare scelte legate al loro stile di vita. La salute, il livello di attività e la nutrizione disponibili per la madre possono influenzare lo sviluppo del bambino prima della nascita. Alcune madri, specialmente in paesi relativamente ricchi, mangiano troppo e passano troppo tempo a riposare. Altre madri, specialmente se sono povere o maltrattate, possono essere sovraccariche di lavoro e potrebbero non essere in grado di mangiare abbastanza o non essere in grado di permettersi alimenti salutari con sufficiente ferro, vitamine e proteine, affinché il nascituro possa svilupparsi correttamente.

### Neonati e infanti
La genitorialità neonatale, è dove inizia la responsabilità della genitorialità. I bisogni primari di un neonato sono cibo, sonno, conforto e pulizia, che il genitore fornisce. L'unica forma di comunicazione di un bambino è il pianto e genitori attenti inizieranno a riconoscere diversi tipi di pianto che rappresentano bisogni diversi come fame, disagio, noia o solitudine. I neonati e gli infanti necessitano di alimentazione ogni poche ore, il che è di disturbo per i cicli di sonno degli adulti. Essi rispondono con entusiasmo a carezze soffici, coccole e carezze. Il dolce dondolio spesso calma un bambino che piange, così come i massaggi e i bagni caldi. I neonati possono confortarsi succhiando il pollice o un ciuccio. La necessità di succhiare è istintiva e consente ai neonati di nutrirsi. L'allattamento al seno è il metodo di alimentazione raccomandato da tutte le principali organizzazioni per la salute infantile. [56] Se l'allattamento al seno non è possibile o desiderato, il biberon è un'alternativa comune. Altre alternative includono l'alimentazione del latte materno o della formula con una tazza, un cucchiaio, una siringa alimentare o un integratore per l'allattamento.
La formazione di attaccamenti è considerata il fondamento della capacità del bambino di formare e condurre relazioni per tutta la vita. L'attaccamento non è la stessa cosa dell'amore e/o dell'affetto, anche se spesso vanno insieme. L'attaccamento si sviluppa immediatamente e una mancanza di attaccamento o una capacità di attaccamento seriamente compromessa possono potenzialmente causare gravi danni alla salute e al benessere di un bambino. Fisicamente, è possibile non vedere i sintomi o le indicazioni di un disturbo, ma il bambino può essere emotivamente colpito. Gli studi dimostrano che i bambini con attaccamento sicuro hanno la capacità di formare relazioni di successo, esprimersi su una base interpersonale e avere una maggiore autostima. Viceversa, i bambini che hanno caregivers che sono negligenti o emotivamente non disponibili possono esibire problemi comportamentali come il disturbo post-traumatico da stress o il disturbo oppositivo-provocatorio. Il disturbo oppositivo-provocatorio è un modello di comportamento disobbediente e provocatorio verso le figure di autorità.

### Bambini piccoli

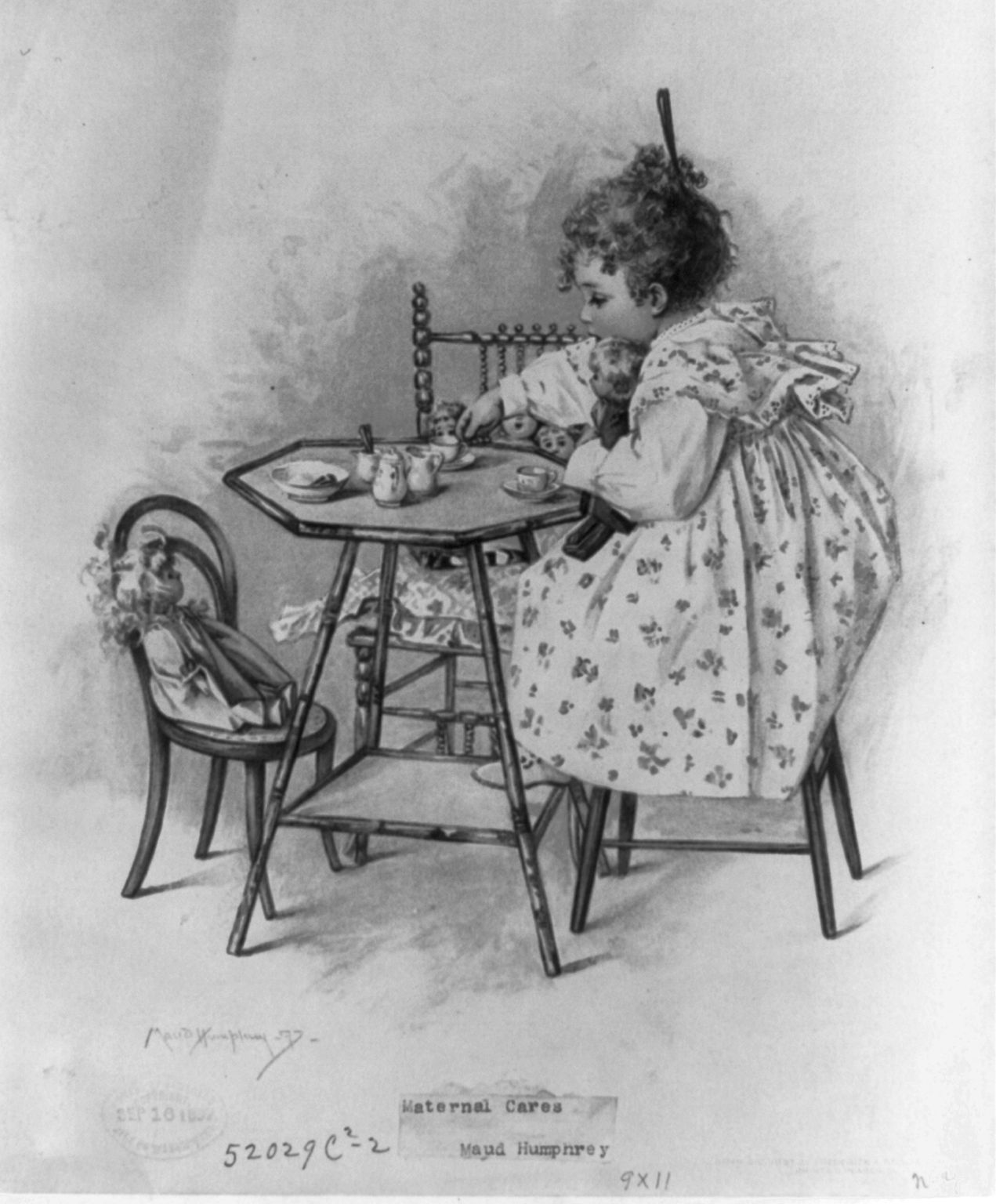
Un dipinto di Maud Humphrey di una bambina a un tavolino con bambole e giocattoli in porcellana

I bambini di età compresa tra 12 e 36 mesi sono molto più attivi dei neonati e si mettono alla prova nell'imparare a svolgere semplici compiti da soli. In questa fase, i genitori sono fortemente coinvolti nel mostrare al bambino piccolo come fare le cose piuttosto che fare semplicemente le cose per loro; è normale che il bambino imiti i genitori. I bambini piccoli hanno bisogno di aiuto per costruire il loro vocabolario, aumentare le loro capacità comunicative e gestire le loro emozioni. I bambini inizieranno anche a capire l'etichetta sociale, come essere educati e fare a turno.
I bambini di questa età sono molto curiosi del mondo che li circonda e desiderosi di esplorarlo. Cercano maggiore indipendenza e responsabilità e possono sentirsi frustrati quando le cose non vanno come vogliono o si aspettano. I capricci iniziano in questa fase, che a volte viene chiamata "I Terribili Due (anni)". I capricci sono spesso causati dalla frustrazione del bambino per una situazione particolare, e a volte semplicemente non riescono a comunicare correttamente. Ci si aspetta che i genitori aiutino a guidare e insegnare al bambino, a stabilire le routine di base (come lavarsi le mani prima dei pasti o lavarsi i denti prima di andare a letto) e aumentare progressivamente le responsabilità del bambino. È normale anche che i bambini siano spesso frustrati, un passo essenziale per il loro sviluppo. Impareranno attraverso l'esperienza; prova ed errore. Ciò significa che devono sperimentare di essere frustrati quando qualcosa non funziona per loro, al fine di passare alla fase successiva. Quando il bambino è frustrato, si comportano spesso male con azioni come urlare, colpire o mordere. I genitori devono stare attenti quando reagiscono a tali comportamenti, dando minacce o punizioni non utili e peggiorando solo la situazione. Gruppi di ricerca guidati da Daniel Schechter, Alytia Levendosky e altri hanno dimostrato che i genitori con storie di maltrattamento e di esposizione alla violenza spesso hanno difficoltà ad aiutare i loro bambini e in età prescolare con questi stessi comportamenti emotivamente disregolati, che possono ricordare ai genitori traumatizzati i loro avversi esperienze e stati mentali associati.
Per quanto riguarda le differenze di genere nella genitorialità, i dati degli Stati Uniti nel 2014 affermano che, in un giorno medio, tra gli adulti che vivono in famiglie con bambini sotto i 6 anni, le donne hanno trascorso 1,0 ore fornendo assistenza fisica (come fare il bagno o nutrire un bambino) ai bambini. Al contrario, gli uomini hanno trascorso 23 minuti, fornendo assistenza fisica.

### Bambini

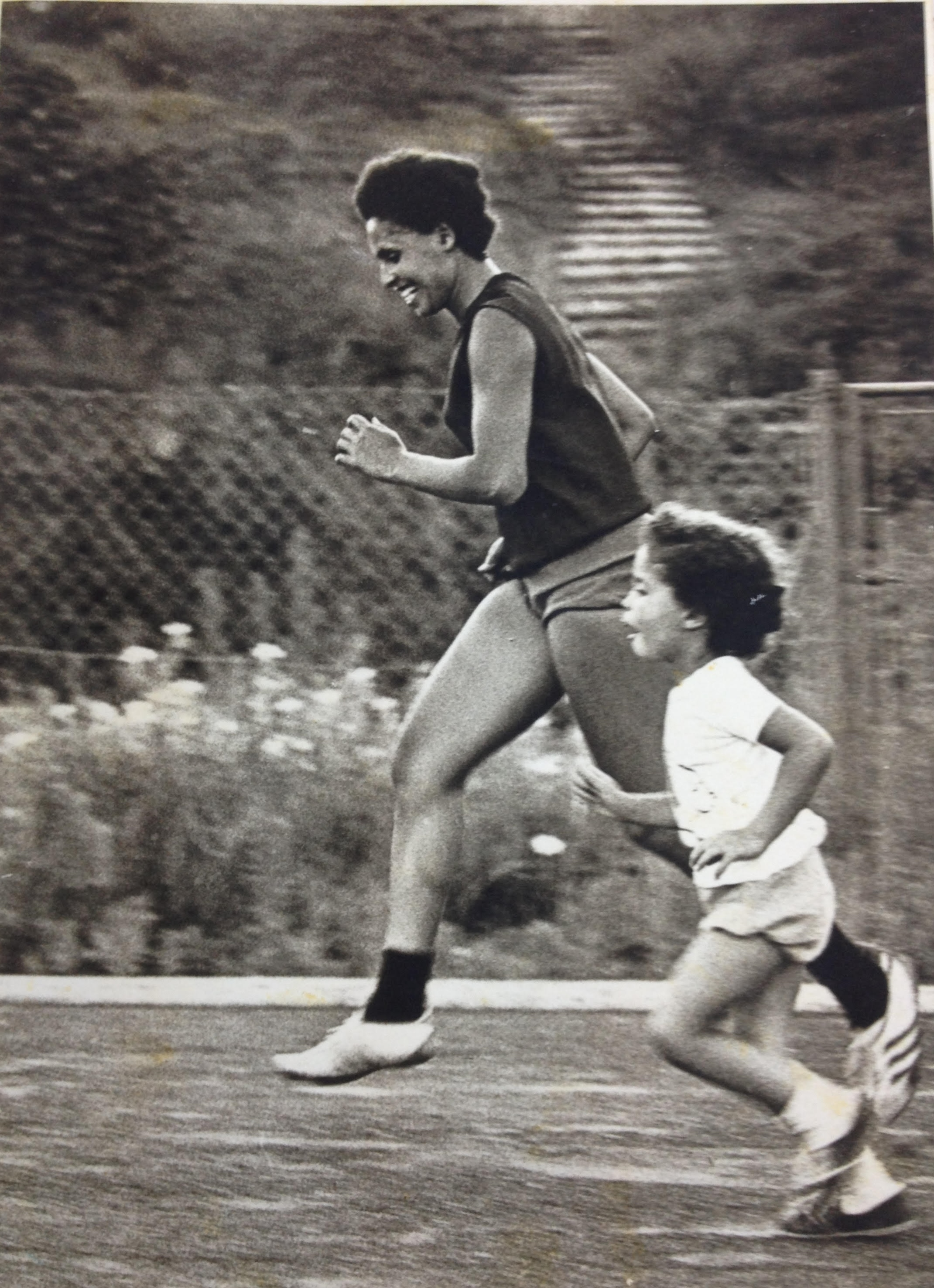
La sprinter Miriam Siderenski corre accanto a sua figlia.

I bambini più grandi diventano più indipendenti e iniziano a costruire amicizie. Sono in grado di ragionare e possono prendere le proprie decisioni nelle situazioni ipotetiche. I bambini richiedono costante attenzione, ma impareranno come affrontare la noia e saranno in grado di giocare in modo indipendente. A loro piace anche aiutarsi e sentirsi utili e in grado di fare le cose. I genitori possono aiutare i loro figli incoraggiando le interazioni sociali e modellando i comportamenti sociali appropriati. Gran parte dell'apprendimento nei primi anni deriva dall'essere coinvolto in attività e doveri familiari. I genitori che osservano i loro bambini in gioco o si uniscono a loro nel gioco guidato dai bambini hanno l'opportunità di dare un'occhiata al mondo dei loro figli, imparare a comunicare in modo più efficace con i loro figli e hanno un altro ambiente per offrire una guida gentile e nutriente. I genitori insegnano anche ai loro figli salute, igiene e abitudini alimentari attraverso l'istruzione e l'esempio.
Ci si aspetta che i genitori prendano decisioni sull'educazione dei propri figli. Gli stili di genitorialità in questo settore divergono notevolmente in questa fase con alcuni genitori che si impegnano pesantemente nell'organizzare attività stabilite e programmi di apprendimento precoce. Altri genitori scelgono di far sviluppare il bambino con poche attività organizzate.
I bambini iniziano ad imparare la responsabilità e le conseguenze delle loro azioni con l'assistenza dei genitori. Alcuni genitori forniscono un piccolo assegno che aumenta con l'età per aiutare a insegnare ai bambini il valore del denaro e come esserne responsabile.
I genitori che sono coerenti e leali con la loro disciplina, che comunicano apertamente e offrono spiegazioni ai loro figli, e che non trascurano i bisogni dei loro figli in qualche modo, spesso trovano che hanno meno problemi con i loro figli mammano che loro maturano.

### Adolescenti
I genitori si sentono spesso isolati e soli nel crescere gli adolescenti. L'adolescenza può essere un momento di alto rischio, dove le nuove libertà possono portare a decisioni che aprono o chiudono drasticamente le opportunità di vita. Ci sono anche grandi cambiamenti nel cervello durante l'adolescenza; il centro emozionale del cervello è ora completamente sviluppato, ma la corteccia frontale razionale non è ancora matura per mantenere tutte queste emozioni sotto controllo. Gli adolescenti tendono ad aumentare la quantità di tempo che trascorrono con i pari del genere opposto; tuttavia, mantengono la quantità di tempo che trascorrono con quelli dello stesso sesso - e lo fanno diminuendo il tempo che trascorrono con i genitori.
Sebbene gli adolescenti guardino a colleghi e adulti fuori dalla famiglia come guida e modelli su come comportarsi, i genitori rimangono influenti nel loro sviluppo. Gli studi dimostrano che i genitori hanno un impatto significativo, ad esempio, su quanto gli adolescenti bevono alcolici.
Durante l'adolescenza i bambini cominciano a formare la loro identità e testano e sviluppano i ruoli interpersonali e occupazionali che assumeranno da adulti. Pertanto, è importante che i genitori li trattino come giovani adulti. Le questioni di genitorialità in questa fase includono il trattare con adolescenti "ribelli" che costantemente spingono i limiti. Per prevenire questi problemi, è importante che i genitori costruiscano una relazione di fiducia con i loro figli. Questo può essere ottenuto pianificando e prendendo parte a attività piacevoli insieme, mantenendo le promesse fatte loro, passando del tempo con loro, non ricordando agli adolescenti i loro errori passati e ascoltando e parlando con loro.

### Adulti
Generalmente, la genitorialità non finisce quando un bambino compie diciotto anni. Il sostegno può essere necessario nella vita di un figlio ben oltre gli anni dell'adolescenza e continua fino all'età adulta. Essere genitore può essere un processo permanente.
I genitori possono fornire supporto finanziario ai loro figli adulti, che possono anche includere la fornitura di un'eredità dopo la morte. La prospettiva di vita e la saggezza data da un genitore possono avvantaggiare i loro figli adulti nelle loro vite. Diventare nonni è un'altra pietra miliare e ha molte somiglianze con l'essere genitori.
Infine, i ruoli possono essere in qualche modo invertiti quando i figli adulti diventano caregivers dei loro genitori anziani.